# Коморув (Великопольське воєводство)
Коморув (пол. Komorów) — село в Польщі, у гміні Мікстат Остшешовського повіту Великопольського воєводства.
Населення — 768 осіб (2011).
У 1975-1998 роках село належало до Каліського воєводства.

## Демографія
Демографічна структура станом на 31 березня 2011 року:
|          | Загалом | Допрацездатний вік | Працездатний вік | Постпрацездатний вік |
| -------- | ------- | ------------------ | ---------------- | -------------------- |
| Чоловіки | 400     | 84                 | 275              | 41                   |
| Жінки    | 368     | 65                 | 222              | 81                   |
| Разом    | 768     | 149                | 497              | 122                  |